# 北镇街道 (滨州市)
北镇街道，是中华人民共和国山東省滨州市滨城区下辖的一个乡镇级行政单位。

## 行政区划
北镇街道下辖以下地区：
耿家社区、姜家社区、郝家社区、和平社区、胜利社区、红旗社区、义和社区、李庄社区、王庄社区、六街社区、五四一社区、五四二社区、五四三社区、化工社区、春晓社区、家纺城社区、昌龙社区、交运社区、任铁匠社区、辛家社区、崔傅刘社区、刘承业社区、郭家社区、苏家社区、贾家村、雷家村和南孟村。